# 環境デザイナー
環境デザイナー（かんきょうデザイナー）とは、環境デザインをおこなうデザイン。都市計画、公共のファニチャー、景観計画の専門家、森林保全・施業など研究家ほか。
地域の暮らし生活に携わるものや、また環境に配慮して設計を行う技師など、これらの職種の「デザイナー」は、環境デザイナーを兼ねているともいえる。
人のすみか、活動場としての環境というものからしてその範囲は幅広く、したがって、環境デザインは身近なみどりからファニチャーから建造物、道路（街路）や河川（水辺）公園や緑地などの土木、物流などエネルギーも含めた都市の全般から、里山から森林場合によっては海中まで、その対象も幅広い。そのため、橋梁等シビックデザインの計画者や、多自然型川づくりや自然再生事業に取り組む事業者も、環境デザインの一役に含むことができる。ただし、デザインという語そのものは美術的な計画を指すものであるので、そのような専門性を求められる分野である。
ちなみに、個別の設計的な業務よりも、環境アセスメント的な業務（環境評価）や調査解析、各種環境関係の規制法令に基づく助言を中心に行う場合には、環境コンサルタントと呼ばれる職能が存在する。

## 主な環境デザイナー
- イブ・ブリュニエ
- イアン・マクハーグ
- ジャック・スガール - フランスのペイザジスト
- 中嶋猛夫 - 女子美術大学芸術学部教授
- 彦坂裕 - (株)スペースインキュベータ代表
- 伊藤邦衛 - 造園設計事務所代表
- 吉村元男 - 鳥取環境大学教授
- 堀越哲美 - 名古屋工業大学大学院教授
- 仙田満 - 環境デザイン研究所主宰
- ヒデオ・ササキ - SWAの創始者の一人。広く環境デザインの設計活動を展開する
- ローレンス・ハルプリン - ランドスケープデザイン/アーバンデザイン
- 望月真一 - 埼玉大学大学院, アーバンデザイン
- 池原謙一郎 - 元筑波大学芸術専門学群教授
- ロバート・ブール・マルクス - ガーデンデザイン/ランドスケープデザイン
- ダン・カイリー - ランドスケープデザイン/アーバンデザイン
- ガレット・エクボ - EDAW創始者の一人
- 団塚栄喜 - 彫刻, ランドスケープデザイン
- トーマス・チャーチ - ランドスケープデザイン/ガーデンデザイン
- 近藤公夫 - 奈良女子大学名誉教授。農学博士
- ポール・フリードバーグ - ランドスケープデザイン/アーバンデザイン
- 田中雅美 - 建築家・住環境デザイナー
- 平澤太 - (株)Designcafe 取締役、平澤太デザイン計画機構 主宰 アーバニスト/空間デザイナー
- エドアール・レドント - 都市デザイン
- 桜田秀美 - インダストリアルデザイン
- 正木覚 - ガーデンデザイン
- 芹沢高志 - P3代表
- 福原成雄 - 大阪芸術大学教授
- 水野忠陽 - 美術師/環境美術
- 二見恵美子 - 自然風景式屋上庭園デザイン他
- ラッセル・ペイジ - ランドスケープデザイン/ガーデンデザイン
- 三田育雄 - 東北芸術工科大学名誉教授
- 宮崎吾朗 - ランドスケープデザイン
- 星ひで樹 - ガーデンデザイン/住空間デザイン/ランドスケープデザイン/日本工学院非常勤講師
- 吉村伸一 - 多自然型川づくり
- 福留脩文 - 多自然型川づくり
- 石原和幸 - ガーデンデザイン